# Korsør
Korsør este un oraș în Danemarca.